# América FC (São Paulo)
América FC is een Braziliaanse voetbalclub uit São José do Rio Preto, in de deelstaat São Paulo.

## Geschiedenis
De club werd opgericht in 1946 en werd vernoemd naar America FC uit Rio de Janeiro en nam zelfs het clublogo van deze club over. Op 17 maart 1946 speelde de club haar eerste wedstrijd en won met 3-1 van Ferroviária. In 1957 werd de club kampioen van de tweede klasse en promoveerde zo naar de hoogste klasse van het Campeonato Paulista.